# Snake Bite Love
Snake Bite Love ist das 14. Studioalbum der britischen Heavy-Metal-Band Motörhead.

## Hintergründe
Lemmy Kilmister bezeichnete die Entstehung des Albums als typisch für Motörhead. Innerhalb von sechs Wochen vor Beginn der Aufnahmen schrieb die Band alle Stücke. Während alle Texte aus der Feder von Kilmister stammen, wurde die Musik von allen Bandmitgliedern gemeinsam geschrieben. Lediglich den Titel Don't Lie To Me komponierte und textete Kilmister allein. In dem Stück Take the Blame ist eine Orgel-Passage zu hören, die von Produzent Howard Benson eingespielt wurde. Die Idee dazu hatten Phil Campbell und Lemmy Kilmister, die damit Deep-Purple-Keyboarder Jon Lord Tribut zollen wollten. Die Schlagzeugarbeit im Stück Assassin ist von arabischer Folklore beeinflusst. Die Arrangements von Desperate for You und Night Side bezeichnete Kilmister als ungewöhnlich, weil sie ohne sein Mitwirken entstanden und aus diesem Grund Musik und Gesang nicht so zusammenpassen, wie er sich das vorgestellt hatte. Das Titellied Snake Bite Love wurde nach der Aufnahme der Schlagzeugspuren und Grundakkorde durch Mikkey Dee von Kilmister und Campbell komplett umgeschrieben. Mikkey Dee hatte zudem Probleme mit dem Wort „Love“ (engl. für Liebe) im Titel des Albums, nach seiner Vorstellung hätte es Bite the Snake geheißen.
Während der auf die Veröffentlichung des Albums im März 1998 folgenden Tournee wurde im Mai 1998 ein kompletter Auftritt im Docks im Hamburger Stadtteil St. Pauli aufgenommen, der im Frühjahr 1999 als Livealbum Everything Louder than Everyone Else veröffentlicht wurde.

## Titelliste
1. Love for Sale – 4:52
2. Dogs of War – 3:38
3. Snake Bite Love – 3:30
4. Assassin – 4:48
5. Take the Blame – 4:03
6. Dead and Gone – 4:18
7. Night Side – 3:37
8. Don't Lie to Me – 3:59
9. Joy of Labour – 4:52
10. Desperate for You – 3:27
11. Better Off Dead – 3:42

## Kritiken
Stephen Thomas Erlewine von Allmusic nennt Snake Bite Love ein charakterloses Album. Es sei zwar nicht schlecht, aber es biete nichts Neues, beinhalte keinen bemerkenswerten Titel und hinterlasse keinen bleibenden Eindruck. Götz Kühnemund bemerkt, dass sich Motörhead mit dem Album „stellenweise auf neues (oder zumindest ungewohntes) Terrain“ vorwagen und nennt als Beispiele Take the Blame und das balladeske Dead and Gone. Allerdings stellt auch er fest, dass Snake Bite Love kein „Überflieger“ sei, einige durchschnittliche Titel zögen das Niveau herunter und Lemmy Kilmister ginge stellenweise „hörbar die Puste aus“.